# Elecciones generales de Ghana de 2016
Las elecciones generales de Ghana de 2016 fueron el séptimo evento electoral realizado en el país africano desde la restauración de la democracia en 1992. Se celebraron el 7 de diciembre para renovar la Presidencia de la República y los 275 escaños del Parlamento. Originalmente el gobierno consideró adelantarlas al 7 de noviembre, pero el Parlamento saliente rechazó tal idea. El Presidente incumbente, John Dramani Mahama, del Congreso Nacional Democrático (NDC) se presentó a la reelección. Nana Akufo-Addo, del Nuevo Partido Patriótico (NPP) fue su principal contrincante, siendo la tercera vez que Akufo-Addo competía contra el NDC por la presidencia.
Los resultados electorales se anunciaron el 9 de diciembre debido a un retraso en el escrutinio en dos circunscripciones. El conteo preliminar le daba a Akufo-Addo la victoria, y a las 19:51, hora local, Mahama telefoneó a su contrincante para reconocer su derrota. El resultado final, anunciado a las 20:45 por la Comisión Electoral, reveló que Akufo-Addo había obtenido un histórico triunfo en primera vuelta con poco menos del 54% de los votos, a casi diez puntos porcentuales de Mahama, que quedó segundo con el 44%. Su partido también obtuvo mayoría absoluta en el legislativo con 171 de los 275 escaños. Fue el mejor resultado histórico obtenido por el Nuevo Partido Patriótico desde su fundación en 1992 y la primera elección en la historia de Ghana en la que un Presidente en ejercicio no lograba la reelección.

## Candidaturas
Más de dieciséis personas presentaron documentos ante la comisión electoral para oficializar su candidatura presidencial. Sin embargo, trece candidatos presidenciales fueron descalificados debido a procedimientos de presentación incorrectos. Los candidatos descalificados incluyeron la ex primera dama Nana Konadu Agyeman Rawlings, presidenta del Partido Nacional Democrático. Hubo cierta controversia debido a las acusaciones de que los candidatos fueron descalificados por razones políticas. La Comisión Electoral negó todas las acusaciones. Después de la descalificación, sólo quedaron cuatro candidatos presidenciales. Sin embargo, el candidato presidencial del Partido Progresista Popular (PPP) Paa Kwesi Nduom llevó a la CE a la corte por su descalificación. El tribunal finalmente falló en su favor, lo que le permitió conservar su candidatura. Otros dos candidatos que fueron descalificados también siguieron el ejemplo, con otros dos candidatos que recibieron fallos favorables de la Corte y se unieron a la elección. Ivor Greenstreet, del Partido de la Convención Popular, fue el primer candidato presidencial de Ghana en silla de ruedas.
| Partido                          | Candidato presidencial       | Compañero de fórmula |
| -------------------------------- | ---------------------------- | -------------------- |
| Congreso Nacional Democrático    | John Dramani Mahama          | Kwesi Amissah-Arthur |
| Partido de la Convención Popular | Ivor Greenstreet             | Gabby Nsiah Nketiah  |
| Nuevo Partido Patriótico         | Nana Akufo-Addo              | Mahamudu Bawumia     |
| Partido Progresista Popular      | Paa Kwesi Nduom              | Brigitte Dzogbenuku  |
| Convención Nacional del Pueblo   | Edward Mahama                | Emmanuel Anyidoho    |
| Partido Nacional Democrático     | Nana Konadu Agyeman Rawlings | Kojo Mensah Sosu     |
| Independiente                    | Jacob Osei Yeboah            | Daniel Wilson Torto  |

Un total de 1.144 candidatos disputaron los 275 escaños en el Parlamento. Tanto el NDC como el NPP fueron los únicos partidos que presentaron candidaturas para las 275 circunscripciones, mientras que el CPP (222 candidatos) y el PPP (163), fueron los únicos dos partidos además de estos dos últimos en presentar candidatos para más de la mitad de los escaños. El PNC presentó a 64 candidatos, el NDP 33, el APC 20, el GCPP 10, el UFP seis y el DPP y UPP tenían solamente un candidato cada uno. Los otros 74 candidatos eran independientes.

## Campaña
Al momento de realizarse las elecciones, Ghana se enfrentaba a una fuerte desaceleración económica, provocada por una caída en el valor de las exportaciones de productos básicos del país, como el oro, el petróleo y el cacao. Finalizando el 2015 Ghana, que era visto como el país africano más atractivo para la inversión extranjera, sufría un fuerte aumento de la inflación, el déficit y la deuda pública. Por otro lado, desde aproximadamente la segunda mitad de su mandato, el gobierno de Mahama había protagonizado diversos escándalos de corrupción que mermaron severamente su popularidad. A mediados de 2014 se había descubierto que la Autoridad para el Desarrollo Acelerado de la Sabana (SADA), creada durante el gobierno del fallecido John Atta Mills para mejorar las condiciones ambientales y de trabajo de los agricultores, se había apropiado indebidamente de millones de dólares invertidos en ella. Todas estás cuestiones incrementaron desde el principio las posibilidades de Akufo-Addo de obtener una victoria en primera vuelta.
La compleja situación económica del país provocó que todos los candidatos centraran sus campañas en revertir la situación. Akufo-Addo prometió poner fin al alto desempleo que sufría la población. La campaña de Akufo-Addo, que era su tercera campaña electoral consecutiva, fue vista como muy diferente a las dos anteriores, centrándose más en viajar por el país para obtener apoyo popular que ayuda externa, como había hecho en 2008 y 2012. Por su parte, Mahama afirmó que su mandato había estabilizado la nación tras la muerte de Atta Mills, y que de hecho la economía bajo su gobierno estaba "muy bien para la situación internacional", declarando en un acto de campaña: "Hemos hecho mucho trabajo, pero hay que hacer más y sólo podemos avanzar más rápido si continuamos y mantenemos el rumbo". La campaña fue considerada pacífica, y los candidatos pidieron a sus partidarios preservar la paz a toda costa.

## Encuestas de opinión
Las primeras encuestas, realizadas varios meses antes de los comicios, le daban una aplastante victoria a Akufo-Addo, mientras que las realizadas en los días previos a la jornada electoral daban la mayoría a Mahama. Algunas encuestas le daban a Nduom, del PPP, un 7% de los votos, la pretensión de voto más alta para un tercer partido aparte del NDC y el NPP desde 1992.
| Fuente                                                             | Fecha                   | Nº encuestados | Indecisos | Mahama NDC | Akufo-Addo NPP | Nduom PPP | Greenstreet CPP | Otros candidatos | Notas                |
| ------------------------------------------------------------------ | ----------------------- | -------------- | --------- | ---------- | -------------- | --------- | --------------- | ---------------- | -------------------- |
| Fuente                                                             | Fecha                   | Nº encuestados | Indecisos |            |                |           |                 | Otros candidatos | Notas                |
| Restart International                                              | 5 de diciembre de 2016  | 2,000          |           | 54.7%      | 43.7%          |           |                 |                  |                      |
| Ben Ephson                                                         | 28 de noviembre de 2016 | N/A            |           | 52.4%      | 45.9%          | 1.7%      | 1.7%            | 1.7%             | 2% margen de error   |
| Ben Ephson                                                         | Octubre de 2016         | N/A            |           | 50.8%      | 47.5%          | 1.7%      | 1.7%            | 1.7%             | 2% margen de error   |
| Goodman AMC                                                        | Agosto de 2016          | 2,184          | N/A       | 48%        | 45%            | 7%        | 0%              |                  | 2.1% margen de error |
| Goodman AMC Archivado el 28 de octubre de 2016 en Wayback Machine. | Junio de 2016           | 1,644          | N/A       | 44%        | 49%            | 6%        | 1%              |                  | 2.3% margen de error |
| Goodman AMC Archivado el 28 de octubre de 2016 en Wayback Machine. | Abril de 2016           | 1,216          | N/A       | 32%        | 65%            | 3%        | 0%              |                  |                      |

## Resultado presidencial

### General

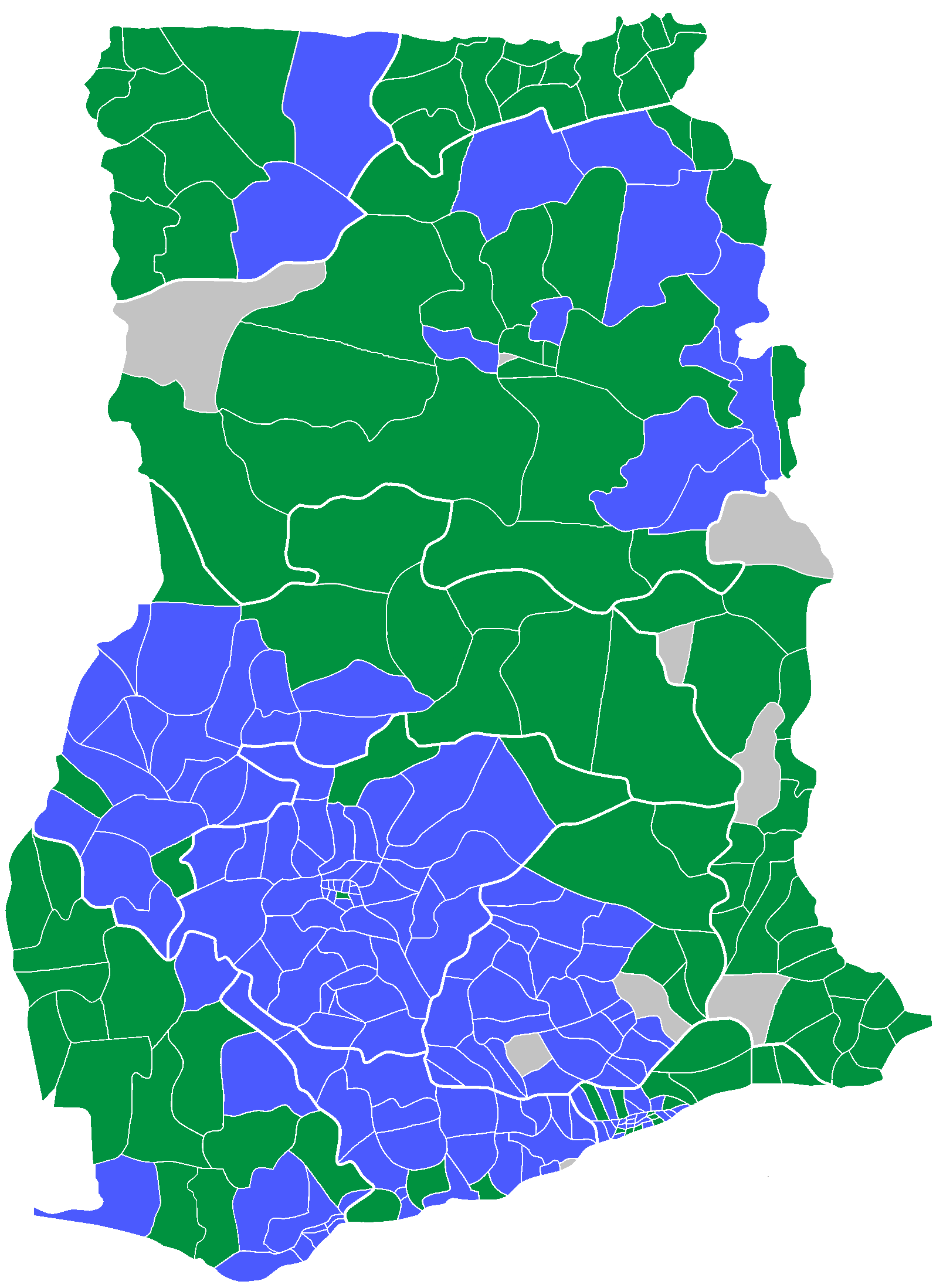
Mapa del resultado por circunscripción.

|  | 53.85 % |

|  | 44.40 % |

|  | 1.07 % |

|  | 0.24 % |

|  | 0.20 % |

|  | 0.16 % |

|  | 0.14 % |

|  | 98.46 % |

|  | 1.54 % |

|  | 100 % |

|  | 68.62 % |

### Por región
| Región              |                     |                         |                         |                     |                     |                      |                      |                   |                   |                          |                          |                        |                        |       |
|                     |                     |                         |                         |                     |                     |                      |                      |                   |                   |                          |                          |                        |                        |       |
| Nana Akufo-Addo NPP | Nana Akufo-Addo NPP | John Dramani Mahama NDC | John Dramani Mahama NDC | Paa Kwesi Nduom PPP | Paa Kwesi Nduom PPP | Ivor Greenstreet CPP | Ivor Greenstreet CPP | Edward Mahama PNC | Edward Mahama PNC | Nana Konadu Rawlings NDP | Nana Konadu Rawlings NDP | Jacob Osei Yeboah Ind. | Jacob Osei Yeboah Ind. |       |
| Votos               | %                   | Votos                   | %                       | Votos               | %                   | Votos                | %                    | Votos             | %                 | Votos                    | %                        | Votos                  | %                      |       |
| Ashanti             | 1.647.220           | 76.27%                  | 497.242                 | 23.02%              | 9.961               | 0.46%                | 1.818                | 0.08%             | 1.326             | 0.06                     | 1.420                    | 0.07%                  | 722                    | 0.03% |
| Brong-Ahafo         | 510.501             | 54.07%                  | 421.451                 | 44.64%              | 7.221               | 0.76%                | 2.054                | 0.22%             | 1.215             | 0.13%                    | 1.145                    | 0.12%                  | 608                    | 0.06% |
| Central             | 495.583             | 53.21%                  | 404.648                 | 43.44%              | 25.757              | 2.76%                | 2.541                | 0.27%             | 800               | 0.09%                    | 1.670                    | 0.18%                  | 529                    | 0.06% |
| Oriental            | 678.482             | 62.38%                  | 397.549                 | 36.55%              | 6.572               | 0.60%                | 2.023                | 0.19%             | 1.603             | 0.15%                    | 910                      | 0.08%                  | 539                    | 0.05% |
| Gran Acra           | 1.062.157           | 52.42%                  | 946.048                 | 46.69%              | 12.922              | 0.64%                | 2.061                | 0.10%             | 675               | 0.03%                    | 1.878                    | 0.09%                  | 462                    | 0.02% |
| Norte               | 398.384             | 42.25%                  | 521.850                 | 55.35%              | 9.678               | 1.03%                | 5.073                | 0.54%             | 3.106             | 0.33%                    | 2.043                    | 0.22%                  | 2.741                  | 0.29% |
| Alta Oriental       | 157.607             | 34.17%                  | 273.193                 | 59.22%              | 16.131              | 3.50%                | 6.922                | 1.50%             | 2.624             | 0.57%                    | 2.566                    | 0.56%                  | 2.237                  | 0.48% |
| Alta Occidental     | 96.762              | 36.64%                  | 153.338                 | 58.06%              | 4.262               | 1.61%                | 4.113                | 1.56%             | 3.631             | 1.37%                    | 1.248                    | 0.47%                  | 734                    | 0.28% |
| Volta               | 135.077             | 17.38%                  | 629.398                 | 80.97%              | 5.093               | 0.66%                | 2.596                | 0.33%             | 1.009             | 0.13%                    | 2.044                    | 0.26%                  | 2.121                  | 0.27% |
| Occidental          | 514.181             | 51.80%                  | 455.838                 | 45.92%              | 15.643              | 1.58%                | 3.096                | 0.31%             | 1.775             | 0.18%                    | 1.316                    | 0.13%                  | 733                    | 0.07% |
| Fuente: Peace FM    |                     |                         |                         |                     |                     |                      |                      |                   |                   |                          |                          |                        |                        |       |

## Elección parlamentaria
|  | 52.50 % |

|  | 42.34 % |

|  | 1.73 % |

|  | 0.67 % |

|  | 0.39 % |

|  | 0.09 % |

|  | 0.02 % |

|  | 0.01 % |

|  | 0.01 % |

|  | 0.01 % |

|  | 0.00 % |

|  | 2.21 % |

|  | 100 % |